# Asaak
Asaak, Arsacia (latín) o Arshak (parto) fue una antigua ciudad que fue la capital del imperio parto. Muchos de los reyes partos, como Arsaces I fueron coronados en Asaak. Se encuentra en la moderna Quchan en el valle alto del río Atrak.